# Sự khôn ngoan

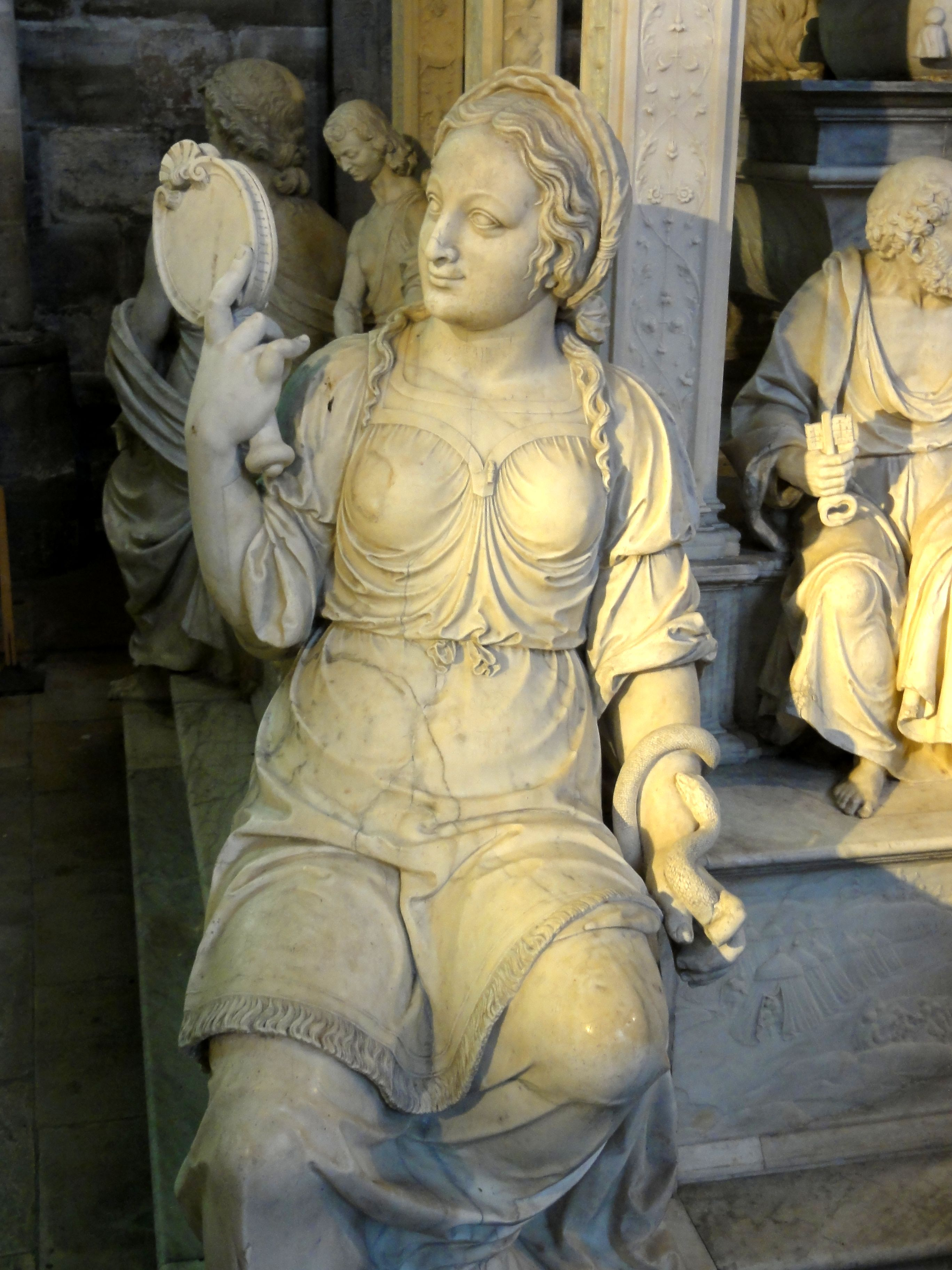
Tượng Prudentia, ở một góc mộ phần Vua Louis XII tại Vương cung thánh đường Thánh Denis ở Paris

Sự khôn ngoan hay sự thận trọng (tiếng Latinh: prudentia, tiếng Anh: prudence) là khả năng quản trị và kỷ luật bản thân thông qua việc sử dụng lý trí. Sự khôn ngoan được coi là một đức hạnh, và đặc biệt là một trong bốn đức hạnh cốt yếu (cùng với Can đảm, Công bằng và Tiết độ). Vị thần của sự khôn ngoan (Prudentia) được hình tượng hóa là một nhân vật nữ cùng với những yếu tố như là chiếc gương và con rắn. Vị thần này thường được thể hiện trong một cặp, với vị còn lại là Justitia, vị thần Công lý của người La Mã.
Khái niệm này bắt nguồn từ prudence trong tiếng Pháp cổ vào thế kỷ 14, là một từ đã bắt nguồn từ prudentia trong tiếng Latinh có nghĩa là "việc nhìn xa, trông rộng hay sự sáng suốt." Nó thường được kết hợp với trí tuệ, sự hiểu biết sâu sắc và kiến thức. Trong trường hợp này, đức hạnh này chính là khả năng phân định giữa các hành động đạo đức và hành động xấu xa, không chỉ theo một cách khái quát, mà còn có cân nhắc đến các hành động phù hợp ở thời điểm, địa điểm nhất định. Việc phân biệt khi nào một hành động là can đảm, thay vì là liều lĩnh hay hèn nhát, là công việc của đức hạnh này, và vì vậy, nó được xếp vào nhóm các đức hạnh cốt yếu (then chốt).
Sự khôn ngoan được người Hy Lạp cổ đại và sau đó là các triết gia Kitô giáo, đặc biệt là Thánh Tôma Aquinô, coi là nguyên nhân, phương pháp và hình thức của mọi đức hạnh. Nó được coi là auriga virtutum hay là người đánh xe của các đức hạnh.
Cicero định nghĩa sự khôn ngoan như một quy tắc tu từ trong De Oratore, De officiis, De Inventione và De re publica. Ông đối lập thuật ngữ này với imprudens là những trai trẻ không biết cân nhắc hậu quả trước khi họ hành động. Prudens hay là những người khôn ngoan, biết khi nào nên nói và khi nào nên im lặng. Cicero khẳng định rằng sự khôn ngoan chỉ có được thông qua kinh nghiệm, và tuy nó được áp dụng trong các cuộc trò chuyện hàng ngày, trong việc diễn thuyết trước công chúng, nó đóng vai phụ cho một thuật ngữ khái quát hơn cho sự khôn ngoan là sapientia.
Theo Thánh Tôma Aquinô, các quyết định sử dụng lý trí cho những mục đích xấu hoặc sử dụng những phương cách của điều ác được coi là từ "sự xảo quyệt" và "sự khôn ngoan giả" thay vì từ sự khôn ngoan.